# Get Rich or Die Tryin'
För filmen, se Get Rich or Die Tryin' (film).
Get Rich or Die Tryin' är den amerikanska rapparen 50 Cents debutstudioalbum. Albumet släpptes 6 februari 2003 av Shady Records, Aftermath Entertainment, Interscope Records och Universal Music Group. 
Innan albumet fick 50 Cent uppmärksamhet som producent, efter att han producerat flera låtar tillsammans med duon Trackmasters till hans osläppta debutalbum Power of the Dollar, som planerades att släppas under år 2000. Efter att ha lidit av juridiska problem med albumet, och blivit bortglömd från musikindustrin, fick 50 Cent problem med att säkra ett avtal med ett annat skivbolag. Han återupptäcktes dock av Dr. Dre och Eminem 2002 och blev signad till Eminems skivbolag Shady Records.
Efter att 50 Cent blivit signad av Eminem, arbetade han hård tillsammans med Dr. Dre för att kombinera gangstarap och R&B, och för att göra det relevant i New York. Ytterligare producenter på albumet är bland annat Mike Elizondo, Sha Money XL, Mr. Porter, Rockwilder, Dirty Swift och Megahertz. På albumet finns bland annat Eminem, Young Buck, Nate Dogg och G-Unit-medlemmarna Lloyd Banks och Tony Yayo.
Albumet släpptes en vecka i förväg, för att förhindra bootlegging och att material från albumet skulle läcka ut på internet. Albumet debuterade på plats nummer ett på Billboard 200 och sålde över 872 000 exemplar första veckan. Albumets singlar såg också kommersiell framgång, med både "In da Club" och "21 Questions" nådde plats nummer ett på Billboard Hot 100, medan "P.I.M.P." blev nummer ett i flera andra länder. Albumet skulle så småningom sälja över 8 miljoner exemplar i USA, och har blivit certifierat platina sex gånger av RIAA. Albumet fick även kritisk framgång, och nominerades till en Grammy Award för bästa rapalbumet 2004. Get Rich or Die Tryin' är oftast känt som 50 Cents bästa album, och blev rankat av musiktidningen Rolling Stone som ett av de bästa albumen under 2000-talet.

## Låtlista
| Nr           | Titel                                       | Text                                                       | Producent(er)                    | Längd |
| ------------ | ------------------------------------------- | ---------------------------------------------------------- | -------------------------------- | ----- |
| 1.           | "Intro"                                     |                                                            |                                  | 0:06  |
| 2.           | "What Up Gangsta"                           | Curtis Jackson, Rob Tewlow                                 | Reef Tewlow                      | 2:59  |
| 3.           | "Patiently Waiting" (feat. Eminem)          | Jackson, Marshall Mathers, Luis Resto, Mike Elizondo       | Eminem, Elizondo, Dr. Dre        | 4:48  |
| 4.           | "Many Men (Wish Death)"                     | Jackson, Darrell Branch, Resto                             | Digga Branch, Eminem, Luis Resto | 4:16  |
| 5.           | "In da Club"                                | Jackson, Andre Young, Elizondo                             | Dr. Dre, Elizondo, DJ Quik       | 3:13  |
| 6.           | "High All the Time"                         | Jackson, Mathers, Michael Clervoix, Conrad Almonacy, Resto | DJ Rad, Eminem, Sha Money XL     | 4:29  |
| 7.           | "Heat"                                      | Jackson, Young, Tommy Coster, Elizondo                     | Dr. Dre                          | 4:14  |
| 8.           | "If I Can't"                                | Jackson, Young, Elizondo                                   | Dr. Dre, Elizondo                | 3:16  |
| 9.           | "Blood Hound" (feat. Young Buck)            | Jackson, Sean Henderson, David Brown                       | Dr. Dre, Elizondo, Sean Blaze    | 4:00  |
| 10.          | "Back Down"                                 | Jackson, Young, Ron Feemster, Elizondo                     | Dr. Dre                          | 4:03  |
| 11.          | "P.I.M.P."                                  | Jackson, Denaun Porter                                     | Dr. Dre, Mr. Porter              | 4:09  |
| 12.          | "Like My Style" (feat. Tony Yayo)           | Jackson, Marvin Bernard, Dana Stinson                      | Rockwilder                       | 3:13  |
| 13.          | "Poor Lil Rich"                             | Jackson, Clervoix                                          | Sha Money XL, Eminem             | 3:19  |
| 14.          | "21 Questions" (feat. Nate Dogg)            | Jackson, Kevin Risto                                       | Dirty Swift                      | 3:44  |
| 15.          | "Don't Push Me" (feat. Lloyd Banks, Eminem) | Jackson, Mathers, Christopher Lloyd, Resto                 | Eminem                           | 4:08  |
| 16.          | "Gotta Make It to Heaven"                   | Jackson, Dorsey Wesley                                     | Megahertz                        | 4:00  |
| Total längd: | Total längd:                                | Total längd:                                               | Total längd:                     | 53:44 |

| 17. | "Wanksta"            | Jackson, John Freeman, Clervoix | 3:39 |
| 18. | "U Not Like Me"      | Jackson, Andy Thelusma          | 4:15 |
| 19. | "Life's on the Line" | Jackson, Terence Dudley         | 3:38 |

| 20. | "P.I.M.P." (feat. Snoop Dogg, Lloyd Banks, Young Buck) | Jackson, Porter, Calvin Cordozar Broadus Jr., Lloyd, Brown | 4:49 |